# 剣と花
『剣と花』（けんとはな、ハングル：칼과 꽃、英語表記：The Blade and Petal）は、2013年7月3日から2013年9月5日までKBSで放送された韓国のテレビドラマ。全20話。

## あらすじ
時は高句麗末期。ヨン・ゲソムン（チェ・ミンス）の庶子ヨン・チュン（オム・テウン）は、父に会う機会を求めて、高句麗の王族を襲った罪で護送されている唐の刺客を殺すという極秘の任務を引き受け、見事に成功させる。しかし、ようやく会えた父からは、ここにお前の居場所はないと冷たく突き放されてしまう。失望し、平壌（ピョンヤン。高句麗の首都）を去ろうとするチュンだったが、城下町で出会った女性と一目で惹かれ合う。その女性は、父の政敵であるヨンニュ王（キム・ヨンチョル）の娘ソヒ王女（キム・オクビン）だった。

## 登場人物
- ヨン・チュン：オム・テウン / 少年期：チェ・サンウ

ヨン・ゲソムンの庶子。
目を隠していても正確に的を射れる弓の使い手で、寡黙な性格。ソヒ王女と惹かれ合うが、父と愛する人の板挟みになり、苦悩することになる。
- ソヒ王女 / ソ・ムヨン：キム・オクビン

ヨンニュ王の娘。ファングォン王子の姉。
武術に長けており、明るく朗らかな性格。チュンを愛するが、父の政敵であるヨン・ゲソムンの政変によって全てを失い、復讐と愛の間で葛藤することになる。
- ヨン・ゲソムン（淵蓋蘇文）：チェ・ミンス

新興貴族勢力の首領。大莫離支（テマンニジ。高句麗末期の行政と軍事権を司った最高官職）。ヨン・チュンとヨン・ナムセンの父。
- コ・ゴンム / 栄留（ヨンニュ）王：キム・ヨンチョル

高句麗第27代王。ソヒ王女とファングォン王子の父。
唐との戦争より平和と共存を重視しており、ヨン・ゲソムンと対立している。
- コ・ジャン / 宝蔵（ポジャン）王：オン・ジュワン

高句麗第28代王。ヨンニュ王の甥。
ヨン・ゲソムンの政変によって王位を継ぐ。
- ヨン・ナムセン（淵男生）：ノ・ミヌ

ヨン・ゲソムンの嫡男。ヨン・チュンの異母弟。
野心家。趙義府（チョイブ。ヨン・ゲソムンが政変後に作った情報機関）を統べ括る。自分より父から評価されているチュンを憎んでおり、潰す機会を狙う。
- ファングォン王子：イ・テリ

太子（テジャ。王位継承者）。
武術よりも読書や絵画に興味を持っており、部下や下人にも親切にする温かい人物。
- モソル：パク・スジン

ト・スの娘。ヨン・ナムセンの幼なじみ。
趙義府一の密偵。チュンに想いを寄せている。
- シウ：イ・ジョンシン

クムファ団（ヨンニュ王が密かに組織した秘密組織）の一員。
ソヒ王女を密かに想っている。

## 韓国国外での放送
日本をはじめ、中国・台湾・香港・タイ・ミャンマーなどのアジア諸国で放送されている。

### 日本
日本では、有料放送のKNTVで2013年12月28日から2014年3月18日まで放送された。その後、衛星放送のBS-TBSで2015年12月10日から2016年1月11日まで放送された。

### タイ
タイでは、PPTVで2014年10月12日から放送された。

### ミャンマー
ミャンマーでは、MRTV4で2014年4月15日から2014年6月9日まで放送された。